# Вильнёв-де-Ривьер
Вильнёв-де-Ривье́р (фр. Villeneuve-de-Rivière, окс. Vilanava d'Arribèra) — коммуна во Франции, находится в регионе Юг — Пиренеи. Департамент — Верхняя Гаронна. Входит в состав кантона Сен-Годенс. Округ коммуны — Сен-Годенс.
Код INSEE коммуны — 31585.

## География
Коммуна расположена приблизительно в 650 км к югу от Парижа, в 85 км к юго-западу от Тулузы.
На юге коммуны протекает река Гаронна.

## Климат
Климат умеренно-океанический. Зима мягкая и снежная, весна характеризуется сильными дождями и грозами, лето сухое и жаркое, осень солнечная. Преобладают сильные юго-восточные и северо-западные ветры.

## Население
Население коммуны на 2010 год составляло 1607 человек.
| 1962 | 1968 | 1975 | 1982 | 1990 | 1999 | 2010 |
| ---- | ---- | ---- | ---- | ---- | ---- | ---- |
| 829  | 886  | 1089 | 1273 | 1341 | 1361 | 1607 |

## Администрация
| Период | Период | Фамилия       | Партия                  | Примечания               |
| ------ | ------ | ------------- | ----------------------- | ------------------------ |
| 1963   | 1971   | Ирене Дюплеш  |                         |                          |
| 1971   | 1983   | Пьер Орте     | Социалистическая партия | депутат (1981—1993)      |
| 1983   | 2001   | Марсель Дюффо |                         |                          |
| 2001   | 2014   | Жан-Ив Дюкло  | Разные левые            | член генерального совета |
| 2014   | 2020   | Клод Плюме    | Разные левые            |                          |

## Экономика
В 2010 году среди 987 человек трудоспособного возраста (15—64 лет) 678 были экономически активными, 309 — неактивными (показатель активности — 68,7 %, в 1999 году было 70,7 %). Из 678 активных жителей работали 616 человек (331 мужчина и 285 женщин), безработных было 62 (29 мужчин и 33 женщины). Среди 309 неактивных 93 человека были учениками или студентами, 140 — пенсионерами, 76 были неактивными по другим причинам.

## Фотогалерея

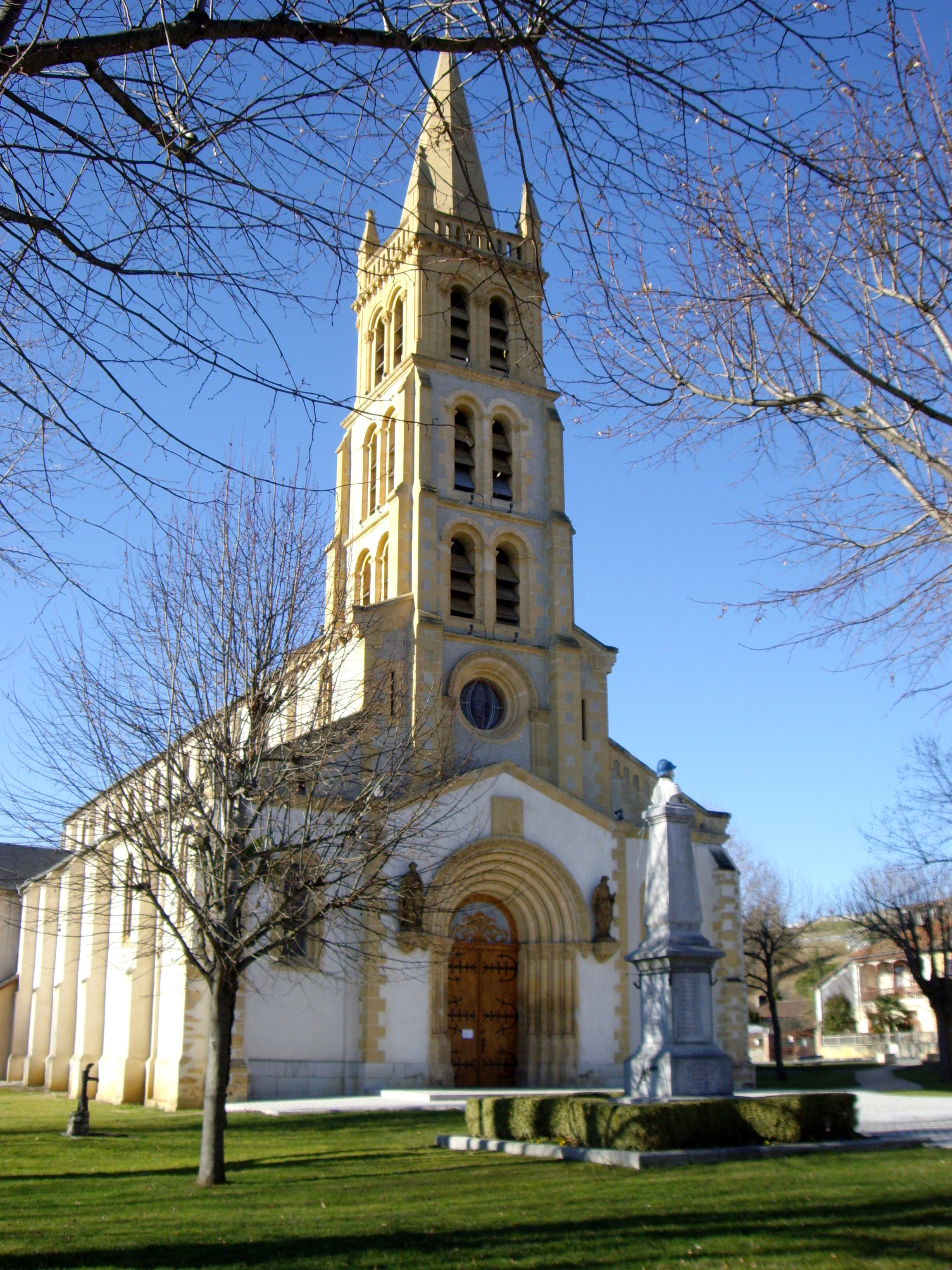
Церковь
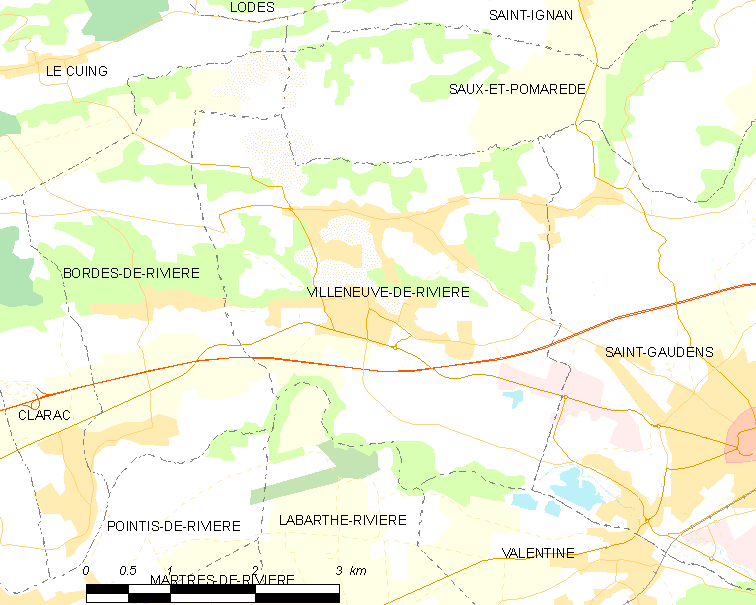
Карта коммуны